# Echmepteryx madagascariensis
Echmepteryx madagascariensis är en insektsart som först beskrevs av Hermann Julius Kolbe 1885.  Echmepteryx madagascariensis ingår i släktet Echmepteryx och familjen fjällstövlöss. Inga underarter finns listade i Catalogue of Life.